# Sous dix drapeaux
Pour plus de détails, voir Fiche technique et Distribution.
Sous dix drapeaux (titre original : Sotto dieci bandiere) est un film italo-américain réalisé par Duilio Coletti et sorti en 1960.

## Synopsis
Durant la Seconde Guerre mondiale, le croiseur allemand Atlantis quitte Hambourg avec l’ordre de couler le plus grand nombre de vaisseaux ennemis. Son capitaine, Bernhard Rogge, va appliquer ses convictions humanitaires même quand ses ordres seront de tuer l'ennemi.

## Fiche technique
- Titre : Sous dix drapeaux
- Titre original : Sotto dieci bandiere
- Titre anglais : Under Ten Flags
- Réalisation : Duilio Coletti, Carlo Lizzani (non crédité)
- Scénario : Duilio Coletti, Vittorio Petrilli, Ulrich Möhr et Leonardo Bercovici, d’après les journaux de guerre de Bernhard Rogge et le récit Schiff 16, die 655 Tage Kaperfahrt des schweren Hilfskreuzers « Atlantis » in den sieben Weltmeeren de Bernhard Rogge et Wolfgang Frank
- Dialogues : William Douglas-Home (version anglophone)
- Musique : Nino Rota
- Musiques additionnelles :
  - Berceuse, de Johannes Brahms
  - The Bonnie Banks O' Loch Lomond, chant traditionnel écossais
- Photographie : Aldo Tonti
- Son : Piero Cavazzuti
- Montage : Jerry Webb, Renzo Lucidi
- Direction artistique : Mario Garbuglia
- Décors : Mario Garbuglia
- Costumes : Piero Gherardi
- Pays de production :  Italie,  États-Unis
- Tournage :
  - Langue : anglais
  - Période : 9 novembre 1959 à début février 1960
  - Intérieurs : Vasca Navale Studio (Rome)
  - Extérieurs : Syracuse (Sicile), Mer Ionienne
  - Doublure du croiseur Atlantis : cargo Maristella
- Producteur : Dino De Laurentiis
- Producteur associé : Ralph B. Serpe
- Sociétés de production : Dino De Laurentiis Cinematografica, Paramount Pictures
- Société de distribution : Paramount Pictures
- Format : noir et blanc — 35 mm — 1.37:1 — monophonique (Westrex Recording System)
- Genre : film de guerre, film historique
- Durée : 100 minutes
- Date de sortie : 
  - États-Unis : 15 septembre 1960

## Distribution
- Van Heflin : le capitaine Bernhard Rogge
- Charles Laughton : l’amiral Russel
- Mylène Demongeot : Zizi
- John Ericson : Krüger
- Cecil Parker : le colonel Howard
- Folco Lulli : Paco
- Alex Nicol : Knoche
- Liam Redmond : Windsor
- Eleonora Rossi Drago : Elsa
- Ralph Truman : l’amiral Benson
- Grégoire Aslan : le maître à bord de l’Abdullah
- Peter Carsten : le lieutenant Mohr
- Gian Maria Volontè : Samuel Braunstein

Acteurs non crédités
- Charles Nolte

## Distinction
- Berlinale 1960 : sélection officielle en compétition

## Autour du film
- Mylène Demongeot[1] : « Départ pour Syracuse, en Sicile. La majeure partie du film se tourne en mer sur un vieux, énorme cargo rouillé. […] L’histoire se passe pendant la guerre 39-45, avec pas mal de scènes de panique et de bombardements. Nous devons courir de tous côtés sous les bombes, moi, toujours en petit short et toujours mes grands talons de bois… […] L’évacuation du cargo bombardé. Les figurants s’entassent dans les chaloupes, la caméra tourne et, alors que les embarcations descendent le long du navire, à peu près à mi-parcours le long de la coque… on les fait exploser et les gens sont précipités à la mer ! Certains figurants ne savent pas nager, on les rattrapera de justesse. Je ne suis pas sûre qu’ils aient été prévenus de ce qui les attendait, mais le réalisateur est content… Le résultat est très réaliste. Dur ! Dur ! […]
Un beau jour, grande excitation pour nous, Charles Laughton arrive de Londres. Nous sommes tous curieux de l’approcher et dès que sa présence est signalée sur le plateau, nous nous précipitons. Ce matin-là, il doit tourner une scène qui se passe dans un bureau de l’amirauté. Le metteur en scène l’accueille (je ne me rappelle plus lequel des deux c’était) avec un profond respect puis lui détaille comment il a conçu la scène :
— On part de là, la caméra est là… Vous irez d’ici à là, ensuite vous ferez ce mouvement vers la porte… vous reviendrez…
Laughton écoute, impassible.
Quand le metteur en scène se tait, il le dévisage et, très lentement, sa voix retentit, calme, forte et sans réplique…
— Oui, oui, c’est très bien… (un temps assez long). Mais vous allez mettre votre caméra là… et je vais faire ça, ça et ça…
Le pire, c’est qu’il a parfaitement raison. C’est plus simple et c’est mieux.
Nous nous regardons, éberlués. Le metteur en scène ne dit plus rien. Il exécute les ordres de Laughton.
Comme nous avons tous vu et revu La Nuit du chasseur et que nous savons de quoi il est capable, il n’y a rien à dire… Laughton donne sa prestation en trois jours de tournage, serre les mains à la ronde et retourne à Londres. »

## Article annexe
- Sous-marins au cinéma et à la télévision